# Turoldo
Turoldo (... – dopo il 1065) è stato un monaco cristiano e scrittore francese, considerato da alcuni studiosi l'autore della Chanson de Roland. In realtà è molto difficile determinare con certezza la paternità dell'opera, nata forse dalla trascrizione (da parte di chierici o giullari) di un testo che si era diffuso oralmente, si dice per questo motivo sia stato solo un compilatore della Chanson de Roland.

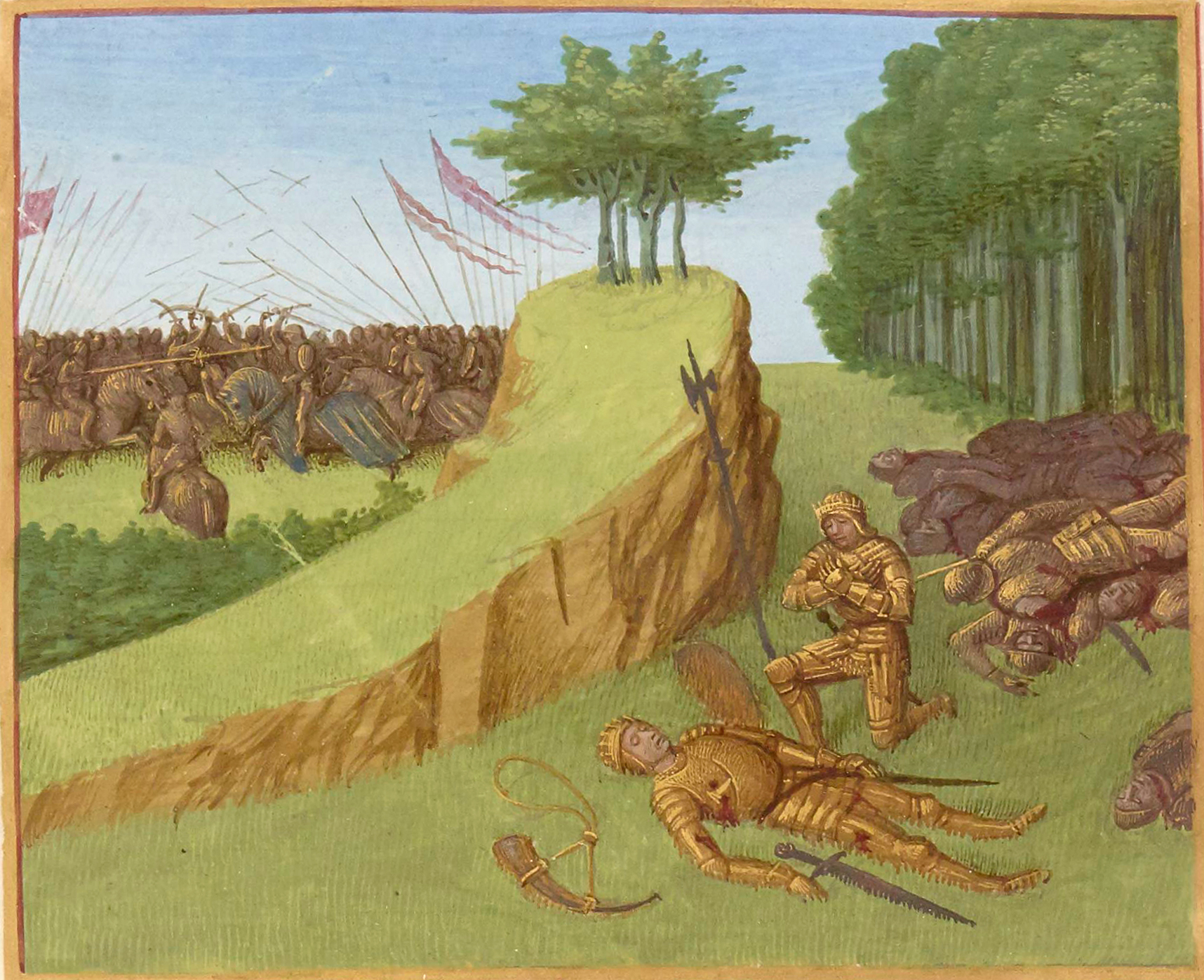
Morte di Rolando

Dato il fatto che non si conosce praticamente nulla sull'autore del grande poema nazionale francese, gli storici e i letterati si sono aggrappati a questo nome e all'interpretazione del verso che suggella il poema.
Turoldo  infatti viene nominato unicamente nell'ultimo verso della Chanson e solo nella versione del manoscritto di Oxford: «Ci falt la geste que Turoldus declinet» ("La gesta scritta qui da Turoldo ha fine"). "Declinet" è un verbo colto e può significare "scrivere", "esporre", "tradurre" ma anche "copiare" (in questo caso Turoldus potrebbe perciò indicare il nome del modesto giullare che declamava la Chanson, se non del semplice trascrittore, ma potrebbe anche serbare il nome autentico del poeta). La chiusa può voler dire, alla lettera, «Qui (ici) termina (falt) la gesta che Turoldo declina», perciò declinare, verbo di classe semantica elevata, intenso e poetico, vuol dire "articolare", "strutturare".
Ci sono alcuni indizi a favore della paternità dell'opera da parte di questo personaggio: ad esempio il nome Turoldo è declinato in latino (Turoldus) e non è nella volgare lingua d'oïl (Torold > Théroude, Touroude, Troude, Throude; patronimi normanni). Questo fa pensare a un personaggio di un certo rango sociale, probabilmente di ambito ecclesiastico.
Il nome Turoldus era frequente tanto in Normandia quanto in Inghilterra, vale a dire nei due paesi nel cui dialetto è stato elaborato il poema rolandiano.

## Possibili identità
Fra i vari Turoldus sono tre quelli cui viene attribuita la paternità dell'opera:
- Turoldus di Chartres, benedettino, abate per 19 anni, morto nel 1131, vissuto un po' più tardi rispetto alla Chanson, che risale alla metà dell'XI secolo;
- Turoldus, vescovo di Bayeux, poi ritiratosi nell'abbazia del Bec, nato tra il 1057 e il 1067, anche lui troppo giovane;
- Turoldus di Fécamp, che da Guglielmo il Conquistatore ottenne l'abbazia di Malmesbury subito dopo la vittoria del 1066; è il Turoldo che accampa i maggiori diritti come autore dell'epopea di Orlando, soprattutto a causa della sua vita, legata all'ambiente anglo-normanno, per la sua personalità di religioso e uomo politico, per la sua cultura ecclesiastica e laica.

Per alcuni critici, infine, Turoldo simboleggia l'unità estetica del poema, sorto da una potente e organica ispirazione e sorretto da una forte coscienza umana, religiosa e lirica, più che da un nome.